# 伊姆紹格半島
70°53′S 61°35′W / 70.883°S 61.583°W
伊姆紹格半島（英語：Imshaug Peninsula）是南極洲的半島，位於帕爾默地東岸，美國地質調查局在1974年把該半島繪入地圖，該半島以美國的生物學家命名。